# Despetal
Despetal là một thị xã ở huyện Hildesheim trong bang Niedersachsen, Đức. Đô thị Despetal có diện tích 15,03 km², dân số thời điểm ngày 31 tháng 12 năm 2006 là 1413 người.